# Hermann Emminghaus
Hermann Emminghaus, född 20 maj 1845 i Weimar, död 17 februari 1904 i Freiburg im Breisgau, var en tysk läkare, kusin till Arwed Emminghaus.
Emminghaus blev medicine doktor 1870, var professor i psykiatri i Dorpat 1880 och 1886-1902 professor i Freiburg. Emminghaus räknas som den moderna barn- och ungdomspsykiatrins grundare.
Bland hans skrifter märks Allgemeine Psychopathologie zur Einführung in das Studium der Geistesstörungen (1878), Über Kinder und unmündige, Schwachsinn und Blödsinn in forensischer Hinsicht (1882), Behandlung des Dorsinns im allgemeinen (1895; andra upplagan 1898).